# Vampira (Romanserie)
Vampira ist eine deutsche Heftromanserie aus dem Bastei-Verlag, die von 1994 bis 1999 erschien und insgesamt 110 Ausgaben erreichte. Die Serie wurde von Professor-Zamorra-Autor Manfred Weinland sowie von Michael Schönenbröcher konzipiert.

## Handlung
Lilith Eden ist die Tochter der Vampirin Creanna und des Menschen Sean Lancaster. Ihre Mutter hat, indem sie sich mit einem Menschen eingelassen hat, ein Gesetz der Vampire gebrochen – bei Liliths Geburt musste sie dafür sterben. Lilith wurde in einen Tiefschlaf versetzt, ohne zu altern. 1994 – zwei Jahre vor der geplanten Zeit – erwacht sie und erfährt nach und nach von ihrer Bestimmung, die übrigen Vampire (das Volk der Nacht) zu bekämpfen.
Im Verlauf der zunächst auf 50 Hefte angelegten Serie erfährt sie über die Herkunft der Vampire und den Grund, warum sie erschaffen wurde:
Die Stammmutter aller Vampire ist Lilith, die erste Frau Adams (vor Eva). Sie schenkte 20 Kindern das Leben, den ersten Vampiren. Um sie vor Gott zu verstecken, schickte sie sie in die Zukunft, in das antike Uruk im Zweistromland. Dort errichteten die Vampire eine Schreckensherrschaft, bis sie durch die biblische Sintflut hinweggespült werden sollten. Die Vampire erfuhren jedoch von dem Plan, weil Noah eine Arche baute. Sie bauten ebenfalls eine Arche (die dunkle Arche) und überlebten die Sintflut. Dabei verloren sie jedoch das Gedächtnis. Nach der Landung der Arche versetzen sie sich mit einer Ausnahme, dem Wächter, geschlossen für jeweils 100 Jahre in Tiefschlaf. Der Hüter soll im Geheimen neue Kinder erzeugen, die den Vampiren als Diener zur Verfügung stehen sollen.
Dazu verwendet er den Lilienkelch, der mit seiner Magie das Blut des Hüters so umwandelt, dass aus normalen Menschenbabys Vampire entstehen. Nur der Hüter hat diese Fähigkeit. Der Biss der normalen Vampire erschafft nur sog. Dienerwesen, die eine geringe Lebensdauer haben und selbst wiederum beim Biss keinen Vampirkeim übertragen können.

## Hintergrund
Vampira ist eine Romanserie des Horror-Genres. Im Gegensatz zu den meisten anderen Horror-Heftromanserien ist die Hauptperson weiblich. Sex ist regelmäßiger Bestandteil der Handlung (was bereits auf den Heftcovern nicht nur durch die relativ freizügige Titelbildgestaltung, sondern auch durch den Untertitel Gefährlich – Geheimnisvoll – Erotisch angedeutet wird).
Nach den ersten 50 Ausgaben wurde Vampira 1996 vom Romanheft- ins Taschenheftformat umgestellt. Obwohl die Handlung fortgesetzt wurde, begann die Nummerierung erneut bei Ausgabe 1. Nach 60 Taschenheftausgaben (also nach insgesamt 110 Romanen) wurde die Serie im Jahr 1999 eingestellt. 
Es erschien ein Comic-Album zur Serie.

## Bücher
Ab dem Jahr 2000 erschien im Zaubermond-Verlag eine Neuausgabe der Heftromane als gebundene Bücher, bei denen jeweils fünf Romane zu einem Band zusammengefasst wurden. Unter dem Serientitel Das Volk der Nacht – Klassiker erschienen 7 Bände:
- 1. Das Volk der Nacht (inkl. Heftnummern 01-05)
- 2. Die Spiegel der Nacht (inkl. Heftnummern 06-12)
- 3. Die Kinder der Nacht (inkl. Heftnummern 13-20)
- 4. Die Hüter der Nacht (inkl. Heftnummern 21-28)
- 5. Die Tore der Nacht (inkl. Heftnummern 29-?)
- 6. Die Arche der Nacht
- 7. Das Herz der Nacht

Parallel dazu wurde die Serie von Weinland sowie weiteren Autoren fortgeschrieben. Insgesamt 17 neue Romane erschienen unter dem Serientitel Das Volk der Nacht:
- 1. Kinder des Millenniums
- 2. Die Achte Plage
- 3. Dunkle Himmel
- 4. Erbin des Fluchs
- 5. Landru
- 6. Blutskinder
- 7. Krieg der Vampire
- 8. Das Volk der Tiefe
- 9. Brandzeichen
- 10. Der Traum des Satyrs
- 11. Am Abgrund
- 12. Sterbende Zukunft
- 13. Die Tücher der Erinnerung
- 14. Der Herr der Ernte
- 15. Ischtar
- 16. Unsterblich wie der Tod
- 17. Die Stadt im Eis

Die Bezeichnung Vampira wurde bei den Zaubermond-Ausgaben nicht verwendet. Beide gebundenen Buchserien wurden im Jahr 2003 eingestellt.

## Zweite Auflage der Romanserie
Ab Mai 2011 wurde die Serie als Heftroman neu aufgelegt. Die Neuauflage wurde jedoch 2012 vorzeitig mit Band 41 eingestellt; dabei wurden die letzten Bände umgeschrieben, um das eigentlich erst in Band 50 fällige Zyklusende schon mit Band 41 zu erreichen. 
Die 41 Folgen erschienen zwischen Mai 2011 und November 2012 außerdem in Form einer digitalen Ausgabe im Bastei Lübbe Verlag.

## Hörspiele
Von April 2006 bis August 2007 erschienen überdies bei Lübbe Audio eine Hörspielserie nach der Romanvorlage, die allerdings nach acht Folgen eingestellt wurde.